# Епархия Данкельда
 Епархия Данкелда (лат. Archidioecesis Dunkeldensis) — епархия Римско-Католической Церкви c центром в городе Данди, Шотландия. Епархия Данкелда входит в архиепархию Сент-Эндрюса и Эдинбурга.

## История
Епархия Данкелда основана в 1114 году. В 1547 году, после Реформации в Шотландии, прекратила своё существование. 
4 марта 1878 года епархия Данкелда была восстановлена буллой Ex supremo Apostolatus Римского папы Льва XIII .

## Ординарии
- епископ Джордж Ригг (22.03.1878 — 18.01.1887);
- епископ Джеймс Огаст Смит (14.08.1890 — 30.08.1900);
- епископ Ангус Макфарлейн (21.02.1901 — 24.09.1912);
- епископ Роберт Фрейзер (14.05.1913 — 28.03.1914);
- епископ Джон Тоунер (8.09.1914 — 31.05.1949);
- епископ Джеймс Дональд Скэнлан (31.05.1949 — 23.05.1955);
- епископ Уильям Эндрю Харт (27.05.1955 — 26.01.1981);
- епископ Винсент Пол Логан (26.01.1981 — 30.06.2012);
- епископ Стивен Робсон (11.12.2013 — по настоящее время).

## Источник
- Annuario Pontificio, Libreria Editrice Vaticana, Città del Vaticano, 2003, ISBN 88-209-7422-3
- Булла Ex supremo Apostolatus, AAS 11 (1878), p. 5  (лат.)